# بروميليا
بروميليا (الاسم العلمي: Bromelia) هي جنس نباتي يتبع فصيلة البروميلية من رتبة القبئيات.

## التسمية
سمي هذا الجنس النباتي بروميليا تكريماً للطبيب وعالم النبات السويدي أولاف بروميليوس (1639-1705).